# 石鹑属
石鹑属（学名：Ptilopachus）是雉科的一属。

## 下属物种
本属包括以下物种：
- 石鹑 Ptilopachus petrosus (Gmelin, 1789)[2]